# V374 Возничего
V374 Возничего (лат. V374 Aurigae) — одиночная переменная звезда в созвездии Возничего на расстоянии (вычисленном из значения параллакса) приблизительно 148252 световых лет (около 45455 парсеков) от Солнца. Видимая звёздная величина звезды — от +16,6m до +15,7m.

## Характеристики
V374 Возничего — жёлтая пульсирующая переменная звезда типа RR Лиры (RRAB) спектрального класса G. Эффективная температура — около 5362 K.